# 迷雾 (小说)
《迷雾》（西班牙语：Niebla）是西班牙作家、哲学家米蓋爾·德·烏納穆諾的小说。这部作品代表了典型的乌纳穆诺对存在主义的担忧。

## 故事简介
《迷雾》讲述了奥古斯托（Augusto）爱上欧亨尼亚（Eugenia），欧亨尼亚拒绝奥古斯托的爱因为她已经有了心上人的故事。
奥古斯托准备着与欧亨尼亚的婚礼并想给她一个惊喜。就在婚礼的前一天奥古斯托收到了一封来自欧亨尼亚的信，信中写道欧亨尼亚不愿意嫁给奥古斯托。因此，奥古斯托准备自杀。就在此时，作者出现了，并试图说服奥古斯托让他明白：自己并不存在，而只是小说中的一个角色。